# Barbatia virescens
Barbatia virescens is een tweekleppigensoort uit de familie van de Arcidae. De wetenschappelijke naam van de soort is voor het eerst geldig gepubliceerd in 1844 door Reeve.
Rechter en linker klep van hetzelfde exemplaar:

Rechter klep
Linker klep